# Odense Isstadion
Odense Isstadion (fra april 2019 VinMedKant Arena, tidligere også kaldet Bryggeriet Vestfyen Arena og Albani Arena) består at to haller: en opvisningshal og en træningshal
Opvisningshallen kan bruges til ishockeykampe, kunstskøjteløb og curling. I hallen er der plads til 3.280 tilskuere heraf 1.024 siddepladser. Træningshallen er der plads til 1.250 tilskuere heraf 350 sidepladser.
Isstadion er hjemmebane for Odense Ishockey Klub, Odense Skøjteklub og Odense Curling Club.